# Херкул (филм из 2014)
Херкул (енгл. Hercules) амерички је акционо авантуристички филм из 2014. године у режији Брета Ратнера базиран на стрипу Херкул: Трачки ратови аутора Стиви Мура. Сценарио потписују Рајан Џ. Кондал и Еван Спилиотопулос, док су продуценти филма Брет Ратнер, Бери Левин и Биу Флајн. Музику је компоновао Фернандо Веласкез.
Насловну улогу тумачи Двејн Џонсон као ратник Херкул, док су у осталим улогама Ијан Макшејн, Руфус Суел, Џозеф Фајнс, Питер Мулан и Џон Херт. Светска премијера филма је била одржана 25. јула 2014. године у Сједињеним Америчким Државама.
Буџет филма је износио 100 000 000 долара, а зарада од филма је 244 800 000 долара.

## Радња
Авантуристичко акциони филм Херкул снимљен је према популарном стрипу Radical Comicsa. Заснован на класичном миту и препун спектакуларних ефеката, Херкул ће испричати причу о најснажнијем човеку-полубогу и задацима који су били стављени пред њега.
Ова верзија Херкула икона је која побјеђује и улева страх, али у нутрини остаје рањена трагедијом и несигурности свог насљеђа. С пет верних сарадника путује царством и продаје своје услуге за злато. Своју репутацију користи да би застрашио непријатеље. Али кад његову помоћ затражи владар оближње Тракије и његова кћи, он им помаже поразити застрашујућег ратника и не може више живети само окружен митом који га прати. Мора научити прихватити властити мит и постати херојем у којег људи верују.

## Улоге
| Глумац       | Улога            |
| ------------ | ---------------- |
| Двејн Џонсон | Херкул           |
| Ијан Макшејн | Амфијарај        |
| Руфус Суел   | Аутолик          |
| Џозеф Фајнс  | краљ Еуристеј    |
| Питер Мулан  | генерал Ситаклес |
| Џон Херт     | краљ Котис       |